# Фехіген
Фехіген (нім. Vechigen) — громада  в Швейцарії в кантоні Берн, адміністративний округ Берн-Міттельланд.

## Географія
Громада розташована на відстані близько 9 км на схід від Берна.
Фехіген має площу 24,8 км², з яких на 8,6% дозволяється будівництво (житлове та будівництво доріг), 60,7% використовуються в сільськогосподарських цілях, 30,5% зайнято лісами, 0,2% не є продуктивними (річки, льодовики або гори).

## Демографія
2019 року в громаді мешкало 5345 осіб (+16% порівняно з 2010 роком), іноземців було 8,7%. Густота населення становила 215 осіб/км².
За віковим діапазоном населення розподілялося таким чином: 19,8% — особи молодші 20 років, 57,7% — особи у віці 20—64 років, 22,5% — особи у віці 65 років та старші. Було 2322 помешкань (у середньому 2,3 особи в помешканні).
Із загальної кількості 1307 працюючих 235 було зайнятих в первинному секторі, 145 — в обробній промисловості, 927 — в галузі послуг.